# Lost on You (песня Льюиса Капальди)
«Lost on You» — песня шотландского певца Льюиса Капальди, изданная лейблом Virgin Records в качестве второго сингла 7 июля 2017 года с его дебютного мини-альбома Bloom и позже с первого студийного альбома Divinely Uninspired to a Hellish Extent. Песня добралась до 50 места шотландского песенного хит-парада Scottish Singles Chart.

## Позиции в чартах
| Чарт (2017)              | Наивысшая позиция |
| ------------------------ | ----------------- |
| Шотландия (OCC Scotland) | 50                |

## Сертификации
| Регион                                                                      | Сертификация | Продажи |
| --------------------------------------------------------------------------- | ------------ | ------- |
| Австралия (ARIA)                                                            | Золотой      | 35 000  |
| Канада (Music Canada)                                                       | Золотой      | 40 000  |
| Новая Зеландия (RMNZ)                                                       | Золотой      | 15 000  |
| Великобритания (BPI)                                                        | Золотой      | 400 000 |
| Данные о продажах + прослушиваниях приведены только на основе сертификации. |              |         |

## История релиза
| Страна         | Дата        | Формат                        | Лейбл  |
| -------------- | ----------- | ----------------------------- | ------ |
| Великобритания | 7 июля 2017 | цифровая дистрибуция стриминг | Virgin |